# سیارک ۲۳۱۵۵۵
سیارک ۲۳۱۵۵۵ (به انگلیسی: 231555 Christianeurda، نامگذاری:2008TT2)۲۳۱۵۵۵مین سیارک کشف شده‌است که در ۰۱ اکتبر ۲۰۰۸ کشف شد.